# Jeffrey Archer

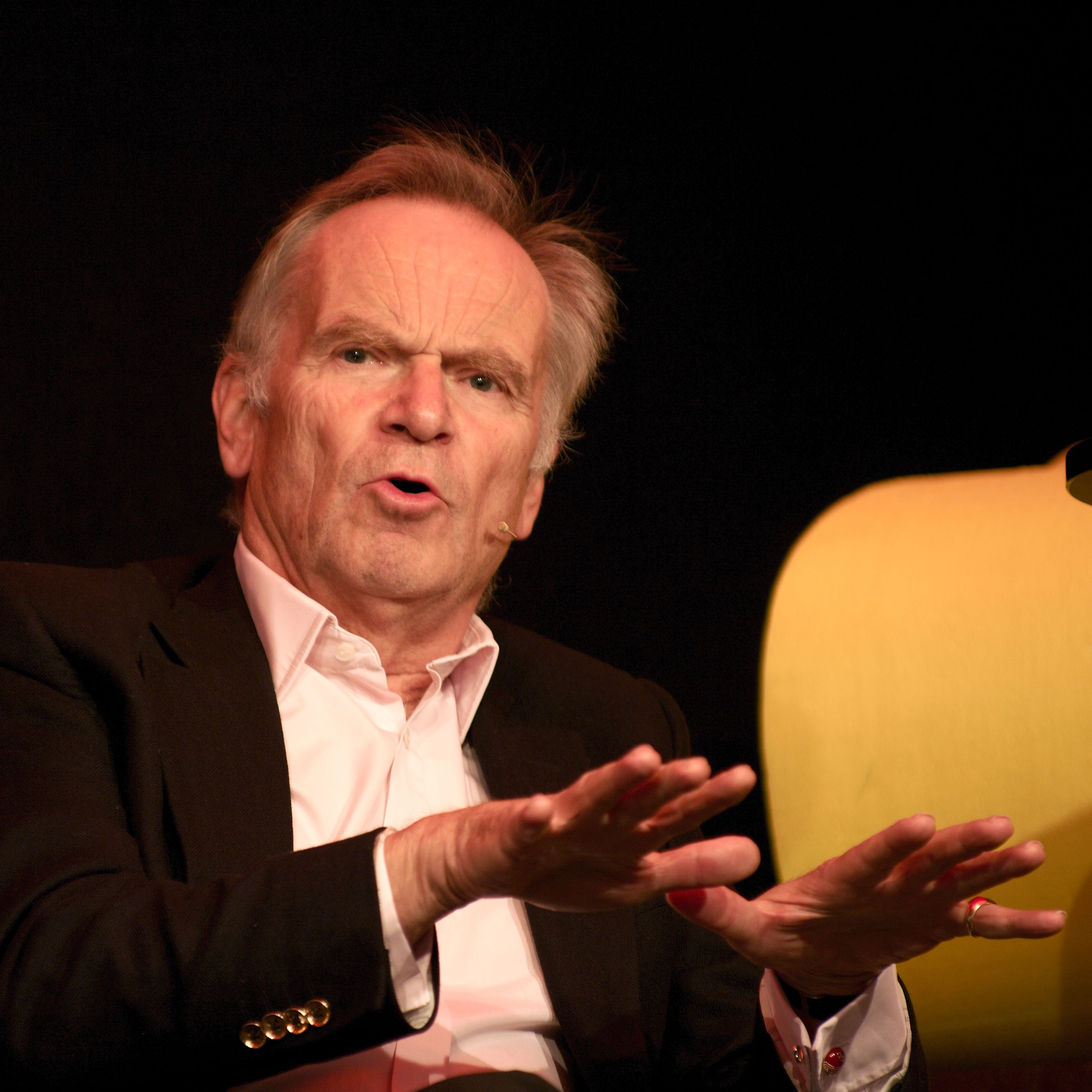
Jeffrey Archer, 2012

Jeffrey Howard Archer, Baron Archer of Weston-super-Mare (Londen, 15 april 1940) is een Brits politicus en romanschrijver.

## Carrière

### Parlementslid
Archer zetelde in de Commons als parlementslid voor Louth van 1969 tot 1974. Hij was geboren in Londen, maar als kind naar Weston-super-Mare in Somerset verhuisd. Na zijn school volgde hij korte opleidingen bij de politie en het leger, en werkte als leraar lichamelijke opvoeding in Hampshire en Dover College in Kent. Hij kreeg een plaats voor een opleiding van één jaar aan Brasenose College in Oxford, maar bleef er uiteindelijk drie jaar. Er zijn geruchten dat hij, om toegelaten te worden, als referentie een Amerikaans instituut vermeldde dat in werkelijkheid een bodybuildersclub was. In Oxford deed Archer aan sport en liefdadigheid voor Oxfam.
In 1967 werd hij raadgever voor de Tories op het Greater London Council, wat hij bleef tot 1970. Als werknemer voor de United nations Association UK kwam hij in opspraak wegens tegenstrijdigheden in zijn onkostennota’s. Archer legde klacht neer tegen parlementslid Humphry Berkeley, die hij als de bron van de geruchten beschouwde, wegens laster. Berkeley poogde de partij ervan te overtuigen dat Archer als parlementslid ongeschikt was. Na drie jaar werd de zaak in der minne geregeld. In 1969 stichtte hij Arrow Enterprises en opende hij een kunstgalerij in Mayfair, die echter na twee jaar failliet ging.
Op 4 december 1969 versloeg Archer Ian Gow tijdens een tussentijdse verkiezing voor Louth. Hij profileerde zich als behorend tot de linkervleugel van de partij, verzette zich tegen de herinvoering van lijfstraffen en inkomgelden voor musea en bepleitte de afschaffing van het kijk- en luistergeld voor bejaarden. In 1974 verloor hij een fortuin in een frauduleuze investering in het Canadese bedrijf Aquablast; hij vreesde geruïneerd te worden en diende zijn ontslag als parlementslid in.

### Schrijver
In 1976 publiceerde Archer zijn eerste boek, Not a Penny More, not a Penny Less. Het was een onverwacht succes; Archer slaagde erin de bankroetverklaring af te wenden. Het boek werd bewerkt voor de radio en uitgezonden op BBC Radio 4 in de vroege jaren 80, en nogmaals verfilmd in 1990. In 1977, toen Archer het proces van Aquablast bijwoonde in Toronto, ontvreemdde hij drie pakken uit een winkel. Pas in de late jaren 90 gaf hij dit toe en beweerde dat hij toentertijd niet geweten had dat hij er de winkel mee verlaten had.
Zijn grootste bestseller was Kane and Abel, dat in 1985 door CBS tot televisieserie werd bewerkt. Dit boek bereikte nummer één op de bestsellerlijst van de New York Times. Zijn literaire successen bezorgden hem eveneens een politieke heropleving. In september 1985 benoemde Margaret Thatcher hem tot vicevoorzitter van de Conservatieve Partij. In deze functie beging hij enkele blunders: zo verklaarde hij op de radio dat vele jonge werklozen gewoonweg geen zin hadden om werk te zoeken; toentertijd bedroeg het aantal werklozen in het Verenigd Koninkrijk 3,4 miljoen. Hij heeft zich later voor deze uitspraak verontschuldigd en zei dat zijn woorden uit hun context waren gerukt.

### Schandalen
In oktober 1986 trad Archer af ten gevolge van het schandaal rond prostituee Monica Coughlan, aan wie hij via een stroman £ 2000 had betaald in Victoria Station. Archer spande een proces aan tegen de Daily Star, dat hij won. De krant had beweerd dat Archer met de prostituee had geslapen; Archer zelf hield vol dat hij haar het geld enkel en alleen uit filantropie had geschonken. De rechter besliste in het nadeel van de krant, die £ 500.000 moest betalen. Hoofdredacteur Lloyd Turner werd zes weken later ontslagen.
In 1994 woonde Archers vrouw Mary, die bestuurslid van Anglia Television was, een directievergadering bij waarop sprake was van een mogelijke overname door MAI, eigenaar van Meridian Television. ’s Anderendaags kocht Jeffrey Archer 50.000 aandelen in Anglia Television en verkocht ze door nadat de overname bekendgemaakt was, wat hem £ 77.219 winst opleverde. De London Stock Exchange voerde een onderzoek naar mogelijke voorkennis. Er was evenwel te weinig bewijsmateriaal voorhanden.
In mei 1991 zette Archer een benefietpopconcert op poten, waarop Rod Stewart, Paul Simon, Sting en Gloria Estefan gratis optraden. De opbrengst was bedoeld voor de Koerdische bevolking in Irak. Hij had hiervoor de liefdadigheidsinstelling The Simple Truth opgericht. Hij beweerde in totaal £ 57.042.000 te hebben verzameld, waarvan het leeuwendeel van buitenlandse regeringen. Premier John Major was zodanig onder de indruk dat hij Archer voordroeg voor een verheffing in de adelstand, die in 1992 plaatsvond. Het Kurdish Disaster Fund was echter algauw ongerust dat er van de vele miljoenen nauwelijks iets in Koerdistan terechtkwam. In juni 2001 stelde Scotland Yard hiernaar een onderzoek in.
In november 1999 beweerden Ted Francis en Angela Peppiato, respectievelijk een vriend en de assistent van Archer, dat zij hem voor het Coughlan-proces in 1987 een alibi hadden verschaft. Archer was op dat moment kandidaat voor het ambt van burgemeester van Londen, en de twee maakten zich zorgen omtrent diens geschiktheid. Naar aanleiding hiervan werd tegen hem een onderzoek wegens meineed ingesteld. Archer werd door voorzitter William Hague voor vijf jaar uit de partij gezet. Enkele maanden vóór het proces speelde hij de hoofdrol in een zelfgeschreven toneelstuk, The Accused, over een man die terechtstaat wegens moord, waarbij het publiek moest beslissen of hij al dan niet schuldig was.
Op 19 juli 2001 werd Archer schuldig bevonden aan meineed en veroordeeld tot vier jaar opsluiting. Hij schreef tijdens zijn gevangenschap een dagboek in drie delen, A Prison Diary.
In 2004 beweerde de regering van Equatoriaal-Guinea dat Archer een van de financiers van de mislukte staatsgreep was geweest.

## Werken
- Shall We Tell the President? (1977)
- Kane and Abel (1980)
- The Prodigal Daughter (1982)

### Gevangenisdagboeken
- 1. A Prison Diary |Hell - Belmarsh (2002)
- 2. A Prison Diary |Purgatory - Wayland (2003)
- 3. A Prison Diary |Heaven - North Sea Camp (2004)

### Romans
- Not A Penny More, Not A Penny Less (1976)
- Shall we tell the President (1977)
- First Among Equals (1984)
- A Matter of Honour (1986)
- As the Crow Flies (1991)
- Honour Among Thieves (1993)
- The Fourth Estate (1996)
- The Eleventh Commandment (1998)
- The Lucifer Network (2001)
- Sons of Fortune (2003)
- False Impression (2006)
- The Gospel According to Judas by Benjamin Iscariot With Francis J. Moloney (2007)
- A Prisoner of Birth (2008)
- Paths of Glory (2009)

### Toneelstukken
- Beyond Reasonable Doubt (1987)
- Exclusive (1989)
- The Accused (2000)

### Kortverhalen/Bundels
- A Quiver Full of Arrows (1980)
- A Twist in the Tale (1989)
- Twelve Red Herrings (1994)
- The Collected Short Stories (1997)
- To Cut a Long Story Short (2000)
- Cat O'Nine Tales (2006)
- And Thereby Hangs a Tale (2010)

### Kinderboeken
- By Royal Appointment (1980)
- Willy Visits the Square World (1980)
- Willy and the Killer Kipper (1981)
- The First Miracle (1994)